# Кротоа
Кротоа (фр. Crotoy) насеље је и општина у североисточној Француској у региону Пикардија, у департману Сома која припада префектури Абевил.
По подацима из 2011. године у општини је живело 2179 становника, а густина насељености је износила 133,52 становника/km². Општина се простире на површини од 16,32 km². Налази се на средњој надморској висини од 6 метара (максималној 14 m, а минималној 2 m).

## Демографија
| 1962. | 1968. | 1975. | 1982. | 1990. | 1999. | 2011. |
| ----- | ----- | ----- | ----- | ----- | ----- | ----- |
| 2.343 | 2.412 | 2.429 | 2.347 | 2.440 | 2.439 | 2.179 |

График промене броја становника у току последњих година